# Север (экспедиция)
«Север» — воздушная высокоширотная экспедиция, проводившаяся в СССР с 22 марта по 25 июня 1937 года.
Так как это была первая такая экспедиция, иногда она называется «Север-1».

## Деятельность
Четыре самолета АНТ-6 Управления полярной авиации Главсевморпути доставили на дрейфующий лед 10 тонн груза и 4 человека личного состава станции «Северный полюс-1».
Начальник экспедиции — О. Ю. Шмидт.

## Личный состав
1. М. И. Шевелев — заместитель начальника экспедиции.
2. М. В. Водопьянов — начальник экспедиции воздушных судов.
3. В. С. Молоков — 1-й пилот.
4. А. Д. Алексеев — 1-й пилот.
5. П. Г. Головин — 1-й пилот.
6. И. П. Мазурук — 1-й пилот.
7. М. С. Бабушкин — 2-й пилот.
8. Г. К. Орлов — 2-й пилот.
9. М. И. Козлов — 2-й пилот.
10. Л. Г. Крузе — 2-й пилот.
11. И. Т. Спирин — штурман.
12. В. И. Аккуратов — штурман.
13. А. С. Волков — штурман.
14. А. А. Ритсланд — штурман.
15. Н. М. Жуков — штурман.
16. Н. Л. Кекушев — старший бортовой механик (авиационный инженер экспедиции).
17. Б. Л. Дзердзеевский — синоптик экспедиции.
18. М. А. Трояновский — кинооператор экспедиции.

## Память
- Памяти экспедиции посвящена выпущенная в 1938 году почтовая марка СССР